# Marc Cosyns
Marc Cosyns (1954) is een Belgische huisarts, academisch consulent aan de Universiteit Gent (vakgroep volksgezondheid en eerstelijnszorg) en begeleider van HAIO-artsen. Hij doceert medische ethiek en deontologie, reproductieve gezondheidszorg en palliatieve zorg. Hij zet zich in voor patiëntenrechten en -participatie. Hij was een wegbereider van interdisciplinaire samenwerking specifiek inzake natuurlijke bevalling, abortus en stervensbegeleiding. Hij werd vooral bekend als voortrekker van euthanasie in de jaren 90. De dokter in de film Tot altijd (2012) is op hem gebaseerd. Hij is vredesactivist en actief lid van Artsen voor Vrede/ NVMP. Zijn engagement vertolkt hij ook als acteur, auteur, documentaire- en opiniemaker. Hij is vaste columnist bij Artsenkrant, MediQuality en de Nederlandse Vereniging voor Medische Polemologie (NVMP).

## Levensloop en cases
Hij engageerde zich vanaf het begin van zijn loopbaan als abortusarts in het Kollektief Antikonceptie Gent en CEVO Brugge. In 1992 werd hij vrijgesproken in het Abortusproces van de 52 (1983-1992) met vier overgebleven beschuldigden (Rein Bellens, Catherine Couck, Anna Colle en Lucie Van Crombrugge). Tijdens die periode werkte hij mee aan de wettelijke verankering en het verstrekken van de noodpil, de abortuspil en de once-a-monthpil, alsook het toepassen van KID bij alleenstaanden, lesbische en ongehuwde koppels.
In 2000 leidde Cosyns een onderzoek over stervensbegeleiding in België. In 2002 verrichtte hij de eerste wettelijke euthanasie in België op verzoek van en in samenspraak met Mario Verstraete. Het opsporingsonderzoek op klacht van de euthanasieprocedure niet gevolgd te hebben werd geseponeerd. Eind januari 2006 verrichtte hij een ‘illegale’ euthanasie op een wilsonbekwame dementerende vrouw. Hij werd buiten vervolging gesteld van het overtreden van de euthanasiewet en ook bij de Orde van Geneesheren werd de klacht, ingediend door de decaan van zijn faculteit, zonder gevolg geklasseerd. Hij werd verplicht zijn doctoraatsonderzoek stop te zetten. Op 5 november 2010 werd hij buiten vervolging gesteld van moord op Jeanne Werner, de eerste vrouw met euthanasie op basis van ‘opstapeling van ouderdomsziekten’. Hij bemiddelde in een aantal ‘euthanasiezaken’ zoals bij Amelie Van Esbeen (2009), Yves Abicht (2010), Frank Van den Bleeken (2015), Ivo Poppe (2018). Bij het Euthanasieproces (2020) werd hij als opgeroepen getuige-expert geweerd door de voorzitter van het Hof. In 2014 verklaarde hij zich een koele minnaar van de euthanasiewet. Hij pleit voor de totale vrijheid voor de patiënt waarbij de taak van de arts enkel is om de wettelijke bepaling na te leven. Hij neemt afstand van de omschrijving van ondraaglijk lijden, omdat het volgens hem niet de taak is van een arts om eigen normen of gevoelens op te leggen aan de patiënt.
Van 1987 tot 2001 en opnieuw vanaf 2005 maakt hij deel uit van het bestuur van Recht op Waardig Sterven, dat zich nu inzet voor een wettelijke regeling van alle levenseindebeslissingen inclusief ‘voltooid leven’. Van 2003 tot 2011 was hij lesgever voor LEIF en tot heden voor de Federatie Palliatieve Zorg Vlaanderen. Met Manu Keirse, Herman Nys en Kris Schutyser ontwikkelde hij Wilsverklaringen inzake mijn gezondheidszorg en mijn levenseinde, een uniform wettelijk document voor alle verenigingen inzake levenseinde. Met de steun van RWS maakte hij samen met Alexander Decommere de documentaire End Credits, die de problematiek van dementie enerzijds en het ondraaglijk psychisch lijden anderzijds belichtte, met de extra problematiek van orgaandonatie (2013). In 2009 stichtte hij Vonkel, een luisterend huis samen met Lieve Thienpont. Met steun van Vonkel en de Federatie Palliatieve Zorg Vlaanderen maakte hij een vijfdelige documentaire over de laatste levensfase in een woonzorgcentrum met fotograaf Julien Vandevelde (2010). Sinds 2018 vertegenwoordigt hij vzw De Maakbare Mens in Demens.nu, Unie Vrijzinnige Verenigingen.

## Podium
In 2004 en 2009 cureerde hij met Hans Martens en Lode Van Pee een tentoonstelling rond ‘euthanasie’ met fotografe Saskia Vanderstichele en ‘bevroren beeld’, met fotograaf Julien Vandevelde, in het Caermerklooster.
In 2009 acteerde hij samen met Katelijne Damen in De Rechter en de Beul in een regie van Guy Cassiers naar de gelijknamige roman van Janine de Rop.
Samen met Kurt Defrancq speelt hij Epilogen in een regie van Vincent van den Elshout, met zeven vroegere steracteurs die hun verhalen over het sterven brengen (2014-2017).
In 2015 stelde hij tentoon en acteerde hij als Vesalius in Post Mortem, onder curatie van Marjan Doom, nu directeur van het Gents Universiteitsmuseum.
Hij was samen met Gita Deneckere curator van de tentoonstelling 'Departures' in het Gravensteen/Historische huizen in 2015.
In 2017 tekent hij voor Utopia met de mannen en vrouwen van Villa Voortman samen met Dirk Pauwels en Mira Bryssinck. Met Mira bracht hij ' iMoraltaboos ' in de Minardschouwburg in 2014. Met Ben Benaouisse brengt hij in 2018 in diezelfde Minard het publiek op het podium in G. Van Den Genootschap. Een vervolg was geprogrammeerd op 8 juni 2020 maar werd omwille van COVID-19 uitgesteld naar 13 april 2021.
In 2018 creëerden Alain Platel en Fabrizio Cassol in dialoog met Cosyns 'Requiem pour L.'
In 2019 maakte hij een documentaire met Julien Vandevelde over Het Museumplein naar aanleiding van 20 jaar Stedelijk Museum voor Actuele Kunst en de opening van het Gents Universiteitsmuseum.
In 2022 neemt hij het initiatief voor een vierdelige podcast over de problematiek van 'Voltooid Leven' in samenwerking met Recht op Waardig Sterven en The Podcast Planet.

## Trivia
Jong CD&V nomineerde hem voor de Lamme Goedzakprijs in 2008 omdat hij op stiekeme wijze de mensen euthanasie opdringt.

## Publicaties
Cosyns schreef meerdere wetenschappelijke publicaties en ook enkele boeken waaronder:
- 1997: Slogan er wat van op. (met Hilde Elebaut en Patrick Sweetlove) - Uitgeverij Prima Linea
- 2003: De euthanasiewet doorgelicht. (co-auteur) - Uitgeverij UApress
- 2004: Zoals ik het wil. Gesprekken over euthanasie. (met Johanna Vlaminck en Saskia Vanderstichele) -  Uitgeverij Roularta
- 2009: BEVROREN BEELD. Zorg voor het levenseinde.(met Julien Vandevelde) - Uitgeverij Vrijdag
- 2009: De rechter en de beul. Tekst- en theaterbewerking door Guy Cassiers, Erwin Jans en Marc Cosyns. - Uitgeverij Toneelhuis Antwerpen
- 2010: Amelie Van Esbeen, de 93-jarige die nú wou sterven. - Uitgeverij UGA
- 2011: Laatstleden Jongstleden, gedichten voor Leven en Dood. - Uitgeverij Vrijdag
- 2014: Verhalen voor het sterven gaan. - Uitgeverij Vrijdag[4]
- 2017: MORE Eutopia later. - Uitgeverij Vrijdag
- 2022: Citadelpark - Uitgeverij Snoeck, Gent